# Gunnar Hillerdal
Gunnar Hillerdal, född 14 november 1924, död 23 april 2016 i Växjö, var en svensk  docent, teolog och politiker. Han var rektor vid Växjö katedralskola och Finnvedens gymnasium i Värnamo. 
Hillerdal var gästprofessor i Minneapolis 1957-1958 samt kortare perioder i Chicago. Han var kårordförande för Lunds Studentkår 1950 och förbundsordförande för Högerns ungdomsförbund 1961-1963.
Han författade facklitteratur inom universitetsämnet teologisk etik med religionsfilosofi. Han skrev vidare flera populärare böcker, till exempel Vägen från Eden (1980), Abrahams, Isaks och Jakobs Gud (1978), Vem är Du, Jesus (1972), Jesu lärjungar (1975), Nya testamentets tillkomst. Nya fakta och fynd från Qumran (1993), Plymouthbröderna : En annorlunda gren av kristenheten (2007).
Hillerdal dokumenterade människors gudserfarenheter i vår tid och utgav ett antal närmast religionspsykologiska studier kring visioner, auditioner m m: "De såg och hörde Jesus" (1973, tillsammans med Berndt Gustafsson), "I drömmen om natten" (1982), "Bönhörelse" (1985), "Så ger sig Gud till känna" (1988) samt Skolhistoria: "Schola Wexionensis. Med rötter i medeltiden. Växjö gymnasium 350 år" (1992).
Han redigerade boken "Efter 2000 år" (1995) och tillsammans med Dag Sandahl skrev han debattboken På lärjungasätt. Ett brevsamtal om kyrkans tro i halvsekulariserad tid (1997).
Hillerdal var kulturjournalist, under senare år främst i Jönköpings-Posten, och medverkade i Sveriges Radio under många år i serien "Värt att veta".